# Paragenezis

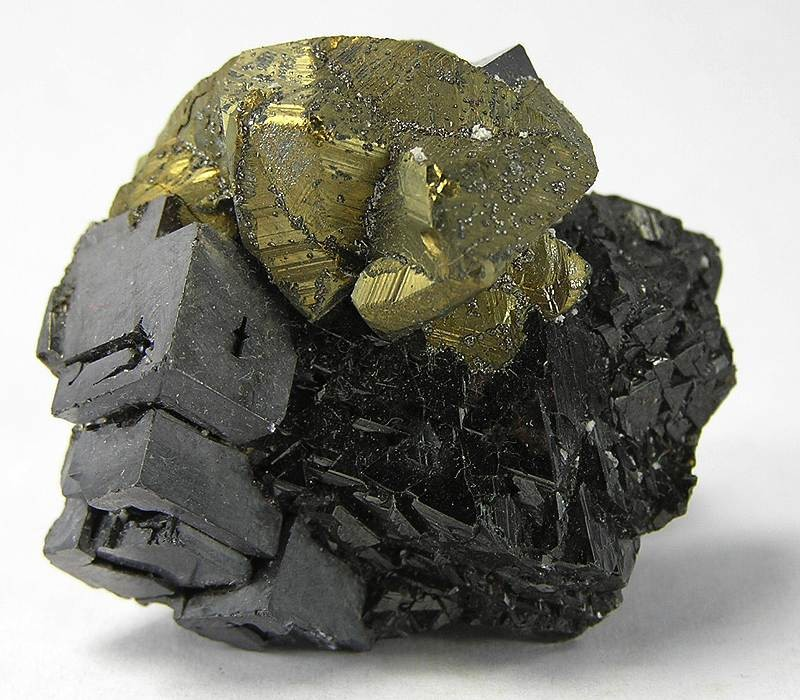
A galenit (szürke), a kalkopirit (arany színű) és a szfalerit (fekete) jellegzetes paragenezise

A paragenezis vagyis együttképződés, különösen az ásványtanban használatos fogalom, mely alatt az ásványoknak egymással való előfordulásuk, asszociációjuk értendő, úgyszintén mindazon következtetések, melyek az együttvaló előfordulásból az illető ásványok képződésére és egyéb viszonyaira nézve vonhatók. A paragenezissel legelőször August Breithaupt foglalkozott (Die P. der Mineralien, mineralogisch, geognostisch und chemisch beleuchtet, mit besonderer Rücksicht auf Bergbau, Freiberg 1849) és úgy tudományos mint gyakorlati fontosságánál fogva egyik igen nevezetes buvárlati ágává fejlődött ki az ásványtannak.